# Hafelekarspitze
Hafelekarspitze är en bergstopp i Österrike.   Den ligger i distriktet Innsbruck Stadt och förbundslandet Tyrolen, i den västra delen av landet, 400 km väster om huvudstaden Wien. Toppen på Hafelekarspitze är 2 334 meter över havet.
Terrängen runt Hafelekarspitze är bergig norrut, men söderut är den kuperad. Runt Hafelekarspitze är det tätbefolkat, med 319 invånare per kvadratkilometer.. Närmaste större samhälle är Innsbruck, 6,1 km söder om Hafelekarspitze. 
Runt Hafelekarspitze är det i huvudsak tätbebyggt.